# Nurek, Łódź
Nurek este un sat în partea central-sudică a Poloniei, în  voievodatul Łódź. Aparține administrativ de comuna Żytno.